# Дусрон

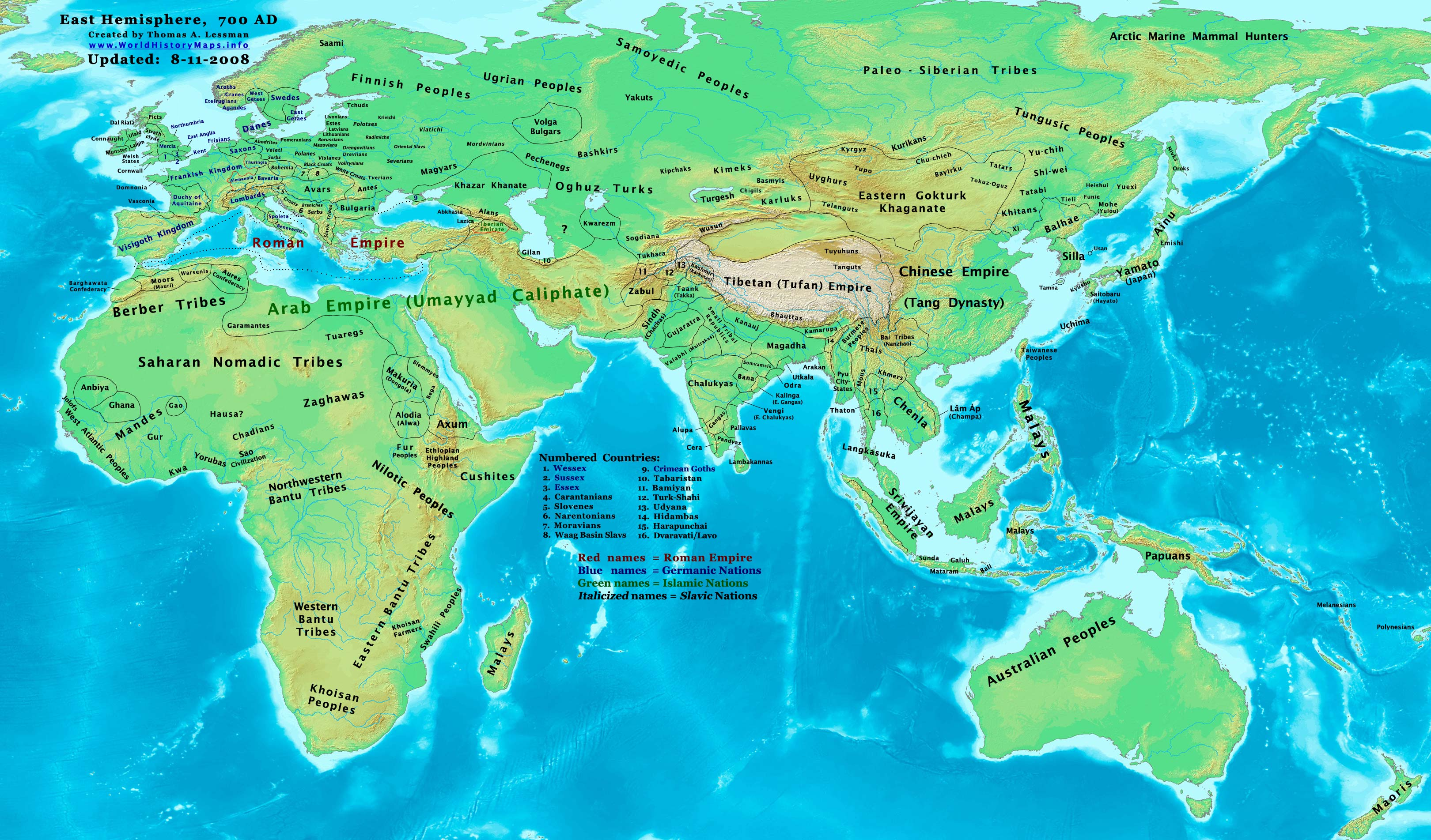
Тибет во время правления Дудсрона

Дусрон Манбодже Прулджол (679—703) — 3-й император (цемпо) Тибета, правил после своего отца Манронманцана. Происходил из Ярлунгской династии.
Родился в седьмой день после смерти отца в местности Дагпу. Регентами при малолетнем властелине стали Ньяцандембу и Тагракхонлон, сыновья известного полководца Донцана Гара. Они были не только министрами, но и главнокомандующими в армии. Потому имели всю полноту власти. В это время Тибет делился на четыре крыла — что-то вроде военных округов, каждое из крыльев в свою очередь делилось на полки. Во главе армии стоял главнокомандующий (дмаг дпон) и его заместитель. Полки возглавляли вожди племён.
При Дусроне Тибет продолжал военные походы в соседние страны. В 680 году на востоке он граничил с китайскими областями Лянчжоу, Маочжоу, Сунчжоу, на юге — с Индией, на западе тибетский правитель владел областями Цюци, Шуле, на севере — граничил с тюркскими племенами. Кроме того, многие из соседей Тибета были его данниками, в частности Непал.
Дусрон скончался в местности Джан. Он похоронен в монастыре Прулнан в гробнице Лханричан.

## Семья
Чимзацунмодог, из племени Чем
Дети:
- Тидецугтан Меагцом